# Amt Brüssow (Uckermark)
Urząd Brüssow (Uckermark) (niem. Amt Brüssow (Uckermark)) – niemiecki urząd leżący w kraju związkowym Brandenburgia, w powiecie Uckermark. Siedziba urzędu znajduje się w mieście Brüssow.
W skład urzędu wchodzi pięć gmin:
1. Brüssow
2. Carmzow-Wallmow
3. Göritz
4. Schenkenberg
5. Schönfeld